# Lopušne (okres Chust)
Lopušne, česky také Lopušný, ukrajinsky Лопушне, rusínsky Лопушня, maďarsky Leveles, rumunsky Lopușne, je obec v Mižhirské vesnické komunitě, v okrese Chust, v Zakarpatské oblasti Ukrajiny.
První písemná zmínka o této vesnici pochází z roku 1745. V roce 2001 zde žilo 650 obyvatel, z toho 649 Rusínů.